# Diasporus tigrillo
Espèce
Synonymes
- Eleutherodactylus tigrillo  Savage, 1997

Statut de conservation UICN

 DD  : Données insuffisantes
Diasporus tigrillo est une espèce d'amphibiens de la famille des Eleutherodactylidae.

## Répartition
Cette espèce est endémique du Costa Rica. Elle se rencontre dans la province de Limón de 400 à 440 m d'altitude dans le bassin du río Larí.

## Description
Les mâles étudiés par Hertz, Hauenschild, Lotzkat et Köhler en 2012 mesurent de 16,0 à 17,5 mm.

## Publication originale
- Savage, 1997 : A new species of rainfrog of the Eleutherodactylus diastema group from the Alta Talamanca region of Costa Rica. Amphibia-Reptilia, vol. 18, no 3, p. 241-247.